# YPF
YPF (аббревиатура от Yacimientos Petrolíferos Fiscales, букв. «казённые нефтяные месторождения») — аргентинская нефтегазовая компания, контролируемая правительством Аргентины.
С 1999 по 2012 год контролировалась испанской компанией Repsol. В 2012 году контрольный пакет акций (51 %) был национализирован правительством Кристины Фернандес де Киршнер. Является крупнейшей компанией Аргентины, а также 9-й крупнейшей нефтегазовой компанией Латинской Америки.

## История
История добычи нефти в Аргентине начинается с 1907 года, когда близ города Комодоро-Ривадавия в провинции Чубут на юге Аргентины были обнаружены крупные месторождения. 3 июня 1922 года была создана первая в мире полностью государственная нефтедобывающая компания YPF. Её основателями стали президент Аргентины Иполито Иригойен и генерал Энрике Москони (исп. Enrique Mosconi), который стал первым директором компании. Уже в первый год работы компания добыла 2,2 млн баррелей нефти, что составило около четверти потребления нефти в Аргентине, а также три четверти нефти, добываемой в Аргентине. В 1923 году в США был куплен первый танкер компании, а контракты, подписанные с Bethlehem Steel, позволили начать производство бензина и керосина. Рядом с месторождениями компании YPF начали возникать города, такие как Калета-Оливия в провинции Санта-Крус, Пласа-Уинкуль (англ. Plaza Huincul) в провинции Неукен и Хенераль-Москони в провинции Сальта.
Первый нефтеперерабатывающий завод YPF был открыт в декабре 1925 года в Энсенаде; на то время он был десятым крупнейшим в мире. Это дало толчок к попыткам национализировать все запасы нефти в Аргентине, принадлежавшие иностранным компаниям, в первую очередь Standard Oil, а также Royal Dutch Shell и Esso. В конце декабря 1929 года был основан Институт нефти (Instituto del Petróleo), который возглавил Рикардо Рохас (Ricardo Rojas). К этому времени добыча нефти компанией YPF достигла 5,5 млн баррелей, однако доля компании сократилась до 58 %, поскольку добыча нефти конкурентами возросла ещё больше. Пытаясь вытеснить американские и британские компании с рынка Аргентины, Москони в 1930 году предложил заключить договор с «Амторгом» на импорт нефти из СССР и провести национализацию запасов нефти, однако военный переворот 6 сентября 1930 года не дал ему осуществить эти планы. Хотя этот переворот был осуществлён при поддержке Standard Oil, развитие YPF продолжалось. К 1945 году добыча достигла 15 млн баррелей, что составило 67 % от всей добываемой в Аргентине нефти, через десять лет — 25 млн баррелей (84 %). Увеличение доли YPF было вызвано сокращением добычи конкурирующими компаниями, при этом потребление нефти быстро возрастало, доля импортной нефти достигла 60 %. Хуан Перон планировал решить эту проблему путём создания совместного предприятия YPF и Standard Oil of California, что позволило бы увеличить добычу нефти более, чем вдвое, однако этому плану помешало свержение Перона в сентябре 1955 года.
Новый президент Аргентины Артуро Фрондиси допустил на нефтяной рынок страны новые зарубежные компании, преимущественно американские. Они заключали с YPF контракты, согласно которым эти компании получали 40 % прибыли от новых месторождений, остальное получала YPF; всего было заключено 13 таких контрактов. К 1962 году добыча нефти компанией YPF достигла 65 млн баррелей, а в целом в Аргентине добывалось 98 млн баррелей, импорт нефти сократился до одной шестой от потребления. В 1963 году президентом Артуро Ильиа большинство этих контрактов было расторгнуто, осталась лишь компания Amoco; было уплачено 50 млн долларов неустойки. Открытие в 1965 году новых месторождений нефти и газа, Пуэсто Эрнандес, позволило YPF к 1968 году довести уровень добычи до 95 млн баррелей. К 1977 году уровень добычи нефти достиг 118 млн баррелей, компании YPF принадлежало 7 нефтеперерабатывающих заводов и сеть из трёх тысяч заправок. Однако начиная с 1973 года положение компании начало ухудшаться, к власти в Аргентине вернулся Хуан Перон, враждебно относившийся к монополии YPF на рынке нефтепродуктов, также это совпало с резким ростом цен на нефть (а Аргентина оставалась её импортёром). Начиная с 1975 года компания завершала год с убытком, поскольку правительство сдерживало рост цен на нефтепродукты и YPF облагалась налогом по высокой ставке; 1981 году долг компании достиг 4,1 млрд долларов. Проблем компании YPF добавило и банкротство нескольких крупных государственных компаний, которые не оплатили поставленные нефтепродукты, а также коррумпированность и некомпетентность нового руководства, в частности генерала Гильермо Суареса Масона (исп. Guillermo Suárez Mason), директора компании с 1981 года. 1983 год YPF закончила с убытком в 6 млрд долларов.
Несмотря на трудности, в 1992 году компания YPF заняла 365-е место среди крупнейших мира, имея оборот в 4 млрд долларов. В этом году под руководством нового директора (с 1990 года), Хосе Эстенссоро (José Estenssoro), началась реорганизация компании с целью подготовки к приватизации. 28 июня 1993 года было проведено первичное размещение акций YPF на Нью-Йоркской фондовой бирже на сумму в 3 млрд долларов, что составило 45 % от стоимости компании. В ходе реорганизации численность сотрудников компании была сокращена с 52 тысяч до 10 600, ряд неосновных подразделений был выделен в самостоятельные компании, 1 млрд долларов чистого убытка в 1991 году сменился миллиардом чистой прибыли в 1993 году. В 1995 году была куплена техасская компания Maxus Energy Corporation за 740 млн долларов. В мае того же года Эстенссоро погиб в авиакатастрофе в Эквадоре, где находилось большинство скважин Maxus. Его политику больших инвестиций в расширение производства продолжил Нелльс Леон (Nells León). К 1998 году добыча нефти достигла 190 млн баррелей, из них 32 млн приходилось на Maxus.
В 1998 году испанская транснациональная корпорация Repsol S.A. за 2 млрд долларов приобрела 14,9 % акций YPF, в 1999 году — ещё 85 % за 13 млрд, таким образом получив полный контроль над аргентинской компанией и заняв 7-е место среди крупнейших нефтедобывающих компаний мира. Объединённая компания стала называться Repsol YPF, на YPF приходилось 40 % запасов нефти и более 50 % добычи. В 2001 году YPF была объединена с аргентинской компанией Astra, принадлежавшей Repsol. В 2007 году Grupo Petersen, собственность семьи Эскенази из Буэнос-Айреса, приобрела 15 % акций YPF, в 2011 году — ещё 10 %. У Repsol на этот момент оставалось 58 %, аргентинское правительство сохраняло «золотую акцию».
В 2011 году дефицит торгового баланса Аргентины по энергоносителям достиг 3 млрд долларов, что, в частности, было вызвано низкими инвестициями Repsol в расширение деятельности YPF в Аргентине. Поэтому правительством Кристины Киршнер было принято решение о ренационализации YPF. Это решение резко ухудшило отношения как с Repsol, так и с Испанией. Тем не менее, национализация состоялась в 2012 году: 26 апреля этот проект был одобрен Сенатом Аргентины, 4 мая — Палатой депутатов, 5 мая, после подписания президентом Аргентины, стал законом. Repsol потребовал компенсации в 10,5 млрд долларов за 57 % акций YPF, аргентинское правительство сочло эту сумму завышенной. 25 февраля 2014 года было достигнуто соглашение, что Repsol в качестве компенсации за 51 % акций YPF получит аргентинские государственные облигации на сумму 5 млрд долларов. Позже Repsol через Morgan Stanley продала оставшиеся акции YPF за 1,3 млрд долларов.
В 2013 году YPF и Chevron подписали соглашение о совместной разработке сланцевого газа и сланцевой нефти на сланцевой формации «Вака Муэрта» (букв. «мёртвая корова»); эта формация считается одним из крупнейших сланцевых резервуаров углеводородов в Западном полушарии. Всего запасы сланцевого газа в Аргентине оцениваются в 774 трлн кубических футов (22 трлн м³), и основное его количество находится в «Вака Муэрта».
В 2016 году дочерняя компания в США Maxus заявила о своём банкротстве, соответственно, YPF прекратила свою деятельность в Северной Америке (штате Миссисипи и Мексиканском заливе у побережья Луизианы). Этот год компания YPF завершила с крупным убытком (более 28 млрд песо), что было вызвано рядом факторов: девальвация песо при государственном регулировании цен на нефтепродукты и природный газ, рост себестоимости добычи из-за истощения запасов на старых месторождениях, переоценка активов и другие.

## Собственники и руководство
Контрольный пакет акций компании (51 %) принадлежит министерству экономики и финансов Аргентины. Остальные акции обращаются на фондовой бирже Буэнос-Айреса, а также на Нью-Йоркской фондовой бирже в виде американских депозитарных расписок (ADR); крупнейшим номинальным держателем ADR по состоянию на 2024 год был The Bank of New York Mellon (30,9 %).
Хорасио Даниель Марин (Horacio Daniel Marín, род. 8 мая 1963 года) — председатель совета директоров и генеральный директор YPF с декабря 2023 года. До этого работал в компании Tecpetrol S.A., нефтедобывающей дочерней структуре конгломерата Techint.

## Деятельность
YPF является крупнейшей энергетической компанией Аргентины, осуществляя добычу, транспортировку, переработку и распределение нефти и природного газа. Деятельность компании в основном осуществляется в Аргентине, которая занимает второе место в Центральной и Южной Америке по добыче нефти (после Бразилии) и первое по добыче природного газа.
Компания полностью или частично контролирует 111 месторождений нефти и газа в Аргентине, на неё приходится 36,1 % добычи нефти и 28,7 % добычи природного газа; на метод гидравлического разрыва пласта (сланцевые нефть и газ) приходится 53 % добычи. Доказанные запасы нефти по состоянию на 2024 год составляют 548 млн баррелей, газа — 2,69 трлн кубических футов (76 млрд м³), в сумме — 1,096 млрд баррелей в нефтяном эквиваленте. В 2024 году производство нефти составило 94 млн баррелей, сжиженного газа — 16 млн баррелей, природного газа — 427 млрд кубических футов (12 млрд м³), в сумме — 186 млн баррелей в нефтяном эквиваленте (в 2015 году — 210 млн, в 2022 году — 173 млн); средняя себестоимость добычи 1 барреля составляла 19,5 долларов США.
Подразделение переработки нефти включает три нефтеперерабатывающих завода общей производительностью 337,9 тыс. баррелей в день, а также 3 нефтехимических комплекса. Компании принадлежит 5 нефтепроводов общей протяжённостью 2141 км. Под торговой маркой YPF работают 1680 бензозаправок (32 % от общего числа заправок в Аргентине), 155 из них находятся в собственности компании. YPF занимает 56 % рынка нефтепродуктов Аргентины.
На рынке природного газа в Аргентине компания имеет долю в 28 %, его объём продаж в 2024 году составил 13,5 млн м³. YPF имеет долю в 70 % в газораспределительной компании Metrogas. Также YPF является совладельцем 16 электростанций общей мощностью 4,24 ГВт (в том числе тепловые электростанции Тукуман, Сан-Мигель-де-Тукуман, Док Суд, Фило Морадо, Лос-Пералес, Чиуидо де ла Сьерра-Негра и Пласа-Уинкуль, а также 5 ветряных электростанций и 2 солнечные).
В Аргентине добыча нефти и газа ведётся в провинциях Неукен, Рио-Негро, Мендоса, Чубут, Санта-Крус, Огненная Земля. Главным бассейном является Неукен, на который приходится 88,8 % запасов нефти и 94,7 % запасов природного газа; второй по значимости — Гольфо-Сан-Хорхе (10,5 % запасов нефти).
Помимо Аргентины компания YPF осуществляет деятельность в Боливии, Колумбии и Уругвае, где есть совместные проекты с местными компаниями на стадии геологоразведки. Экспорт в 2024 году составил 21,4 млн баррелей, из них нефти — 12,8 млн баррелей, нефтепродуктов — 6,9 млн баррелей, мазута — 1,7 млн баррелей; за год было импортировано 2 млн баррелей нефтепродуктов.
Компания YPF в списке крупнейших публичных компаний мира Forbes Global 2000 в 2024 году заняла 1180-е место.
|                         | 2000…  | 2005…  | 2010  | 2011  | 2012  | 2013  | 2014  | 2015  | 2016   | 2017  | 2018  | 2019   | 2020   | 2021   | 2022  | 2023   | 2024   |
| ----------------------- | ------ | ------ | ----- | ----- | ----- | ----- | ----- | ----- | ------ | ----- | ----- | ------ | ------ | ------ | ----- | ------ | ------ |
| Оборот                  | 18,9…  | 22,9…  | 42,46 | 56,21 | 67,17 | 90,11 | 141,9 | 156,1 | 210,1  | 252,8 | 435,8 | 678,6  | 669,2  | 1271   | 2526  | 5485   | 17 885 |
| Чистая прибыль          | 1,388… | 5,142… | 4,686 | 4,445 | 3,902 | 5,079 | 8,849 | 4,426 | -28,38 | 12,67 | 38,61 | -33,38 | -71,02 | -0,808 | 289,1 | -1561  | 2077   |
| Активы                  | 28,89… | 34,75… | 53,75 | 60,99 | 79,95 | 135,6 | 208,6 | 363,5 | 421,1  | 505,7 | 994,0 | 1573   | 1923   | 2390   | 4588  | 20 202 | 30 287 |
| Собственный капитал     | 8,231… | 24,25… | 27,09 | 23,42 | 31,26 | 48,24 | 72,78 | 120,5 | 118,7  | 152,5 | 362,4 | 548,1  | 683,4  | 848,1  | 1851  | 7222   | 12 008 |
| Курс песо к доллару США | 1,00…  | 3,03…  | 3,98  | 4,30  | 4,92  | 6,52  | 8,55  | 13,01 | 15,85  | 18,77 | 37,81 | 59,90  | 84,05  | 102,6  | 177,1 | 807    | 1031   |